# La Torreta (Vilafamés)
La Torreta de Vilafamés, a la comarca de la Plana Alta, és una antiga torre de vigilància, possiblement de l'època de la dominació de la zona per part dels musulmans, catalogada com Bé d'Interès Cultural segons consta en l'ANNEX II Béns d'interès cultural compresos en el conjunt històric, del Decret 80/2005, de 22 d'abril, pel qual es declara Bé d'Interès Cultural el Conjunt Històric de Vilafamés; amb codi 12.05.128-0022 de la Generalitat valenciana, i anotació ministerial RI-51-0011559, i data d'anotació febrer de 2006.
La Torreta, situada prop de l'Església de l'Asunción, és, actualment, de propietat privada i s'ofereix com a casa vacacional. Té part dels seus fonaments en la roca del promontori en la qual s'assenta, i la distribució actual és de planta baixa (de forma rectangular) i tres altures, comptant amb un celler excavat en la roca que té un accés independent de la torreta. S'han realitzat certes modificacions en el seu interior per poder adaptar-la a l'ús com a habitatge.